# Lipica (Sežana)
Lipica is een plaats in Slovenië en maakt deel uit van de gemeente Sežana in de NUTS-3-regio Obalnokraška. De plaats telde 48 inwoners op 1 januari 2020. Het dorp is vooral bekend door de Lipizanerstoeterij.

## Bezienswaardigheden

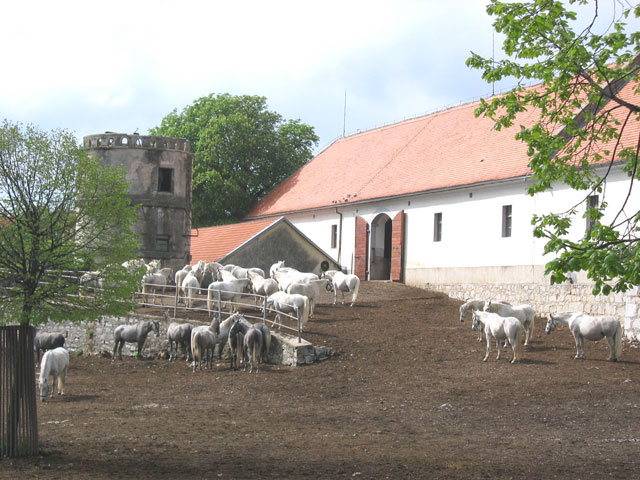
De Lipizzaner stoeteríj

De bekendste bezienswaardigheid in het plaatsje Lipica (Italiaans: Lipizza) betreft de van oorsprong Habsburgse keizerlijke hofstoeterij "Lippiza" die in 1580 werd opgericht en tot 1915 bestond.
Dit is de bakermat van het bekende paardenras de Lipizzaner. Hoewel de teelt van krachtvoer en de bereidstelling van water in de begindagen enige moeilijkheden opleverde groeide de stoeterij uit tot een succesvolle onderneming en kon het al snel paarden leveren, waar internationale belangstelling voor ontstond. Tegenwoordig bezit de, na de Eerste Wereldoorlog in ere herstelde, stoeterij nog zo'n vierhonderd paarden.

## Stedenbanden
- Pardubice (Tsjechië)